# Type 80/85/88
Type 80/85/88 (kin. 80/85/88式坦克) je serija druge generacije kineskih glavnih borbenih tenkova. Temeljeni su na dizajnu prethodnika Type 79 a u službu kineske narodnooslobodilačke vojske ušli su tijekom 1980-ih. Sredinom 1990-ih naslijedio ih je Type 96.
Ova generacija tenkova može se uspoređivati s američkim M60 Pattonom, njemačkim Leopardom 1, britanskim Chieftainom, francuskim AMX-30 i japanskim Type 74.

## Povijest
Nakon kinesko-sovjetskog raskola koji je započeo 1960. i trajao sve do kraja hladnog rata, došlo je do pogoršanja političkih i ideoloških veza između te dvije zemlje. Također, 1969. godine je dolazi do pograničnog sukoba što je dovelo do stacioniranja više od 1,5 milijuna vojnika s obje strane duž cijele sovjetsko-kineske granice.
U to vrijeme, najbolji kineski tenkovi Type 59 bili su ustvari kopije sovjetskog T-54/55 tenka te se nisu mogli kvalitetno suprotstaviti novijem T-72. Zbog toga je na zahtjev kineske narodnooslobodilačke vojske, tvornica 617 (današnja Tvornica strojeva Unutarnja Mongolija) razvijen noviji tenk Type 69. Sadržavao je neke tehnologije koje su preuzete iz zarobljenog sovjetskog T-62 tenka. Međutim, Type 69 nije uspio zadovoljiti zahtjeve domaće vojske ali je zato postigao veliki izvozni uspjeh te je prodano preko 2.000 tenkova.
Kao rezultat loših rezultata, stvoren je Type 79 (inačica Type 69) a 1981. godine započeo je razvoj novog Type 80 tenka.

## Inačice

### Type 80
- Type 80: prvi kineski tenk druge generacije s kupolom od Type 79 i poboljšanjima kao što su:
  - novo podvozje s torzijskim polugama koje pokreće šest malih kotača
  - topnička cijev je u potpunosti zavarena čime je povećana razina sigurnosti
  - Dieselov motor 1215OL-7BW snage 730 KS (njemačka licenca)
  - SUP Type 37A povezan s vanjskim laserskim daljinomjerom (britanska licenca)
  - 105 mm topnička cijev Type 83 s NATO standardom (austrijska licenca)

- Type 80-II: nadograđena inačica Type 80 sa sljedećim poboljšanjima:
  - SUP integriran s laserskim daljinomjerom
  - ugradnja sustava za identifikaciju kvarova
  - zaštita ciljničke oprike
  - NKB zaštita koja štiti cijelu posadu tenka koja zbog toga nemora nositi zaštitnu odjeću

### Type 88
Krajem 1970-ih, tvornica 617 (glavni izvođač), tvornica 616, tvornica 477 i 201. institut dobili su naredbu da za Kinu razviju novi tenk druge generacije. U projektu se koristila uvozna zapadna tehnologija koja je nabavljena tijekom 1980-ih a tenkovi su pod oznakom Type 88 ušli u kinesku operativnu službu 1988. godine. Ova serija tenkova bila je jedinstvena po tome što objedinjuje karakteristike svih prijašnjih inačica kineskih tenkova. Njegova proizvodnja je prekinuta 1995. godine te kineska vojska danas koristi oko 500 tenkova. Tenk ima automatski punjač čija brzina iznosi 2,5 topničke granate u minuti.
Postoje sljedeće inačice Type 88:
- Type 88: prvi kineski tenk s eksplozivno reaktivnim oklopom koji je u kinesku vojsku ušao 1988. godine. Tenk je temeljen na dizajnu prethodnika Type 80-II.
- Type 88A: inačica koja je predstavljena nakon Type 88B. Izvorni top je zamijenjen 105 mm topom s Type 83-I ali s dužom cijevi i boljim performansama. Tenk je zaštićen dvostrukim ERA pločama koji štite posadu od APFSDS i HEAT-FRAG granata.
- Type 88B: poboljšani Type 88 tenk s novim automatskim punjačem koji može koristi domaće 105 mm streljivo. Postojeći SUP je kasnije zamijenjen novijim ISFCS-212. U usporedbi s Type 88A, kod B inačice je uklonjen teleskop koji se nalazio blizu tenkovske cijevi. Također, B model ima osam cijevi za izbacivanje dimnih granata dok ih A model ima 12.
- Type 88C: ovaj model je razvijen na temelju Type 85-IIM te ima snažniji 125 mm top te noviji ISFCS-212 SUP (koji je kasnije ugrađen u Type 88A i 88B). Tenk je prvotno koristio motore s Type 80 i ranijeg Type 85 modela jer su se izvorni motori snage 1.000 KS kvarili. Nakon što je problem riješen, oni su ponovo ugrađeni na Type 88C.

### Type 85
Nejasno je da li je više tvornica bilo u konkurenciji za razvoj novog kineskog tenka druge generacije ili su zajednički surađivale. Ono što je poznato da je vojna industrija Norinco u suradnji s 201. institutom, 1988. godine predstavila vlastitu verziju Type 85. Kineska vojska u početku nije prihvatila taj tenk tako da je dodatno razvijan za pakistansko tržište (Type 85-IIAP i Type 85-III). Do drastične promjene došlo je krajem 1980-ih kada je Kina nabavila primjerke sovjetskog T-72 tenka. Prema izvještajima, riječ je o zarobljenim iračkim tenkovima koji su nabavljeni od Irana.
Zajedničkim južnoafričko-kineskim istraživanjima otkriveno je da bi zapadni 105 mm top kojeg koristi tenk Type 80 mogao probiti oklop sovjetskog T-72 ali isto tako utvrđeno je da bi top s T-72 mogao lako probiti oklope svih dotadašnjih kineskih tenkova. Loša oklopna zaštićenost kineskih tenkova bila je vidljiva tijekom Zaljevskog rata kada su se pokazali inferiorni zapadnjačkim tenkovima. Zbog toga je Kina kao prioritete odredila razvoj treće generacije tenkova te poboljšanje postojećih tenkova druge generacije. Kao rezultat toga, na temelju Type 80 je stvoren Type 85 koji je uveden u kinesku vojsku.
Postoje sljedeće inačice Type 85:
- Type 85: prototip sa šasijom od Type 80, zavarenom kupolom i 105 mm topničkom cijevi. Budući da je ovaj projekt izvorno bio namijenjen izvoznom tržištu, kineska Vlada ga nije financirala na početku. Navodno je prototip kasnije posuđen od muzeja u kojem je bio postavljen te je vraćen nakon što su završena testiranja. Međutim, vraćen je bez cijevi te je na internetu početkom 2000-ih cirkulirala fotografija takvog tenka.
- Type 85-I: naprednija inačica s termovizijom dok je kupola zaštićena kompozitnim oklopom.
- Type 85-II: poboljšani Type 85-I s nadograđenim SUP-om koji uključuje laserski daljinomjer, putno računalo i senzor vjetra. Automatski punjač navodno potječe od T-72 koji je dobiven od Irana (zarobljeni irački tenkovi tijekom Iransko-iračkog rata). Poboljšanja su izvršena i na elektronici.

- Type 85-IIA: Type 85-II s domaćim 125 mm topom koji je zamijenio izvorni zapadni 105 mm top. Automatski punjač topničkih granata je temeljen na sovjetskom punjaču 2A46.
- Type 85-IIM: tenk je predstavljen sredinom 1990-ih te je imao poboljšanu oklopnu zaštita te stabilizirani SUP s noćnom vizijom. Kasnije služio kao prototip za model Type 88C.
- Type 85-IIAP: modificirana inačica Type 85-IIA koju je u Pakistanu na temelju licence proizvodila tvrtka Heavy Industries Taxila (HIT).[3] Tenk ima 125 mm top i automatski punjač te ih je preko 300 u službi pakistanske vojske. Svi su kasnije nadograđeni na Type 85-III standard a neki imaju instaliranu Weston Simfire 2 opremu za vježbe.
- Type 85-III: izvozna inačica namijenjena Pakistanu s Dieselovim motorom snage 1.000 KS i topom kalibra 125 mm. Međutim, pakistanska vojska je odbacila taj tenk nakon kvarova motora koji su se dogodili nakon testiranja u pustinji. Ti problemi su kasnije riješeni dok je Norinco poboljšao tenk uvođenjem eksplozivno-reaktivnog oklopa 1995. godine. Međutim, nije se mogao natjecati s modernim tenkovima te nije ušao u masovnu proizvodnju. Raniji modeli Type 85 tenkova su modernizirani na Type 85-III standard, npr. svi Type 85-IIAP modeli u pakistanskoj vojsci.

## Korisnici
- NR Kina: danas je u kineskoj narodnooslobodilačkoj vojsci se koristi 500 tenkova Type 88/A/B koji su ušli u službu 1995. godine.[1]
- Mjanmar: u zemlju su se izvozili tenkovi Type 80.[4]
- Pakistan: pakistanska vojska je 2010. godine imala u službi 275 Type 85-IIAP tenkova.[5] Na temelju licence proizvodila ih domaća tvrtka Heavy Industries Taxila (HIT).[6]
- Sudan: tvrtka Military Industry Corporation of Sudan (MIC) proizvodila tenkove Al-Bashir koji su ustvari bili licencna kopija kineskog modela Type 85-II.[7]

## Vanjske poveznice
- Type 88 Main Battle Tank